# Люторка
Люторка — река в России, протекает в Московской области. Левый приток реки Лопасни.
Берёт начало у деревни Бытинки. Течёт на запад, пересекает Симферопольское шоссе и впадает в Лопасню у деревни Люторецкое. Устье реки находится в 67 км от устья реки Лопасни. Высота устья — 140 м над уровнем моря. Длина реки — 20 км, площадь водосборного бассейна — 144 км².
По берегам Люторки расположено множество деревень и садовых участков. Вдоль течения реки от истока до устья расположены населённые пункты Бытинки, Щеглятьево, Ведищево, Угрюмово, Сокольниково, Васькино, Васькино, Курниково, Новоселки, Кузьмино-Фильчаково, Люторецкое.
По данным Государственного водного реестра России, относится к Окскому бассейновому округу. Речной бассейн — Ока, речной подбассейн — бассейны притоков Оки до впадения Мокши, водохозяйственный участок — Ока от города Серпухова до города Каширы.